# Атаева, Галина
Гали́на Ата́ева (10 ноября 1971) — туркменская дзюдоистка. Участница летних Олимпийских игр 1996 и 2000 годов, двукратный бронзовый призёр чемпионата Азии 1995 и 2000 годов.

## Биография
Галина Атаева родилась 10 ноября 1971 года.
В 1996 году вошла в состав сборной Туркмении на летних Олимпийских играх в Атланте. Выступая в весовой категории до 48 кг, в 1/4 финала группового этапа проиграла Джованне Торторе из Италии и выбыла из борьбы.
В 2000 году вошла в состав сборной Туркмении на летних Олимпийских играх в Сиднее. Выступая в весовой категории до 48 кг, в 1/4 финала группового этапа проиграла Ча Хёнхян из КНДР и выбыла из борьбы.
Дважды выигрывала бронзовые медали чемпионата Азии по дзюдо в весовой категории до 48 кг — в 1995 году в Нью-Дели и в 2000 году в Осаке. В 2001 году в Улан-Баторе заняла 5-е место.
В 2000 году выиграла бронзовую медаль на международном турнире в тунисском городе Набуле.